# Бакеланд, Лео
Ле́о Хе́ндрик Ба́келанд (англ. Leo Hendrik Baekeland; 14 ноября 1863, Гент, Бельгия — 23 февраля 1944, Бикон, штат Нью-Йорк, США) — американский химик и изобретатель бельгийского происхождения, изобрёл фотобумагу (1893) и бакелит (1909) — первую недорогую и негорючую пластмассу универсального применения.

## Биография

### Ранние годы, Бельгия
Лео Хендрик Бакеланд родился 14 ноября 1863 года во фламандском городе Гент, Бельгия. Он был сыном Карела и Розалии Бакеланд, бельгийской семьи со средними доходами. Поступив в школу в возрасте 5 лет, он досрочно прошёл обучение в младших классах и в Атенее, государственной высшей школе. Как только Лео достиг нужного возраста, он поступил в Муниципальную Техническую школу города Гент, где посещал вечерние занятия по химии, физике, механике и экономике и получил медали по каждому из четырёх изучаемых предметов.
Молодой Бакеланд был настолько многообещающим студентом, что город Гент наградил его стипендией для обучения в Гентском университете, в котором Лео начал учиться в 1880 году, когда ему было 17 лет. Он был самым молодым и самым выдающимся студентом в своей группе. В 1882 году он окончил университет, получив степень бакалавра наук. Двумя годами позже, в 1884 году в возрасте 21 года, он получил докторскую степень, окончив Университет с отличием.
В период обучении в Университете Лео, хотя и получал Городскую стипендию, сам поддерживал своё материальное благосостояние, оказывая помощь по обучению, а также подрабатывая ассистентом при чтении лекций. Бакеланд был настолько вдохновлён своей деятельностью, что освободил своих родителей от необходимости его содержать, как он сказал позже, услышав ранее историю о Бенджамине Франклине, он вынес из неё урок о том, что молодой человек даже со скромным достатком может проложить свой жизненный путь, всецело опираясь на свои стремления и усилия.
В университете Бакеланд изучал естественные науки и специализировался на химии. Его отроческий интерес к фотографии был одной из главных причин заинтересованности в изучении этой науки. В некоторых ранних экспериментах по фотографии молодому Бакеланду нужен был Нитрат серебра(I). У него не было денег, чтобы купить его, но были часы с серебряным браслетом, которые ему подарил отец. Он взял браслет от часов и растворил его в азотной кислоте. Этот раствор также содержал медь, но молодой Бакеланд разработал способ удаления меди из раствора серебра, что явилось самым первым его химическим экспериментом.
В Гентском университете преподавал Август Кекуле, который в 1865 году опубликовал свою классическую формулу строения бензола. За несколько лет до появления в университете Бакеланда профессор Кекуле покинул его, уехав в г. Бонн, а его главный ассистент, Теодор Суортс, занял место Кекуле в качестве старшего профессора химических наук. Бакеланд учился у профессора Суортса.
В 1887 году Бакеланд был назначен профессором химических и физических наук Высшей Правительственной школы наук в городе Брюгге. Он оставался там недолго, вскоре вернувшись всё-таки в Гентский университет, в котором ему предложили должность ассистента профессора. Он с радостью согласился на это предложение и вскоре после этого, в 1889 году, был выдвинут на должность младшего профессора университета.
Одной из причин, по которой Бакеланд мечтал вернуться в Гент, была его влюблённость в Селин Суортс, очаровательную дочь профессора химических наук, Теодора Суортса и его жены Нины (Plateau) Суортс. Молодые люди поженились 8 августа 1889 года и их брак оказался чрезвычайно счастливым. В последующие годы на встрече в его честь, Бакеланд сказал:
Вы сегодня говорите про мои многочисленные открытия. Но вы не упомянули моё величайшее открытие – открытие, которое я сделал, когда был ещё студентом. Этим величайшим открытием стала женщина, которая сегодня вечером здесь с нами – это моя жена.
Помимо вклада, внесённого миссис Бакеланд в успехи своего мужа, она приобрела и определённую самостоятельную известность картинами маслом.
На конкурсе среди выпускников четырёх бельгийских университетов, окончивших их в течение предыдущих трёх лет, Бакеланд выиграл первое место по химии в 1887 году. Благодаря этому он получил звание лауреата по химии, золотую медаль и стипендию для посещения учебных заведений других стран. Таким образом, в 1889 году, в возрасте 26 лет, Бакеланд посетил Университетский колледж Лондона, Оксфордский университет и Эдинбургский университет. После этого Бакеланд вместе с молодой женой отправился в плавание в США, где он планировал потратить некоторое время на продолжение своих исследований, в частности, на предмет химических процессов в фотографии.

### Начало работы в США
По прибытии в Нью-Йорк Бакеланд познакомился с Ричардом А.Энтони из «Е.&Н. Т.Anthony and Company», производителем фотографических материалов. В свою очередь Ричард Энтони представил его Чарльзу Чендлеру, профессору химии Колумбийского университета, который был консультантом по химии в компании «Е.&Н. Т.Anthony and Company» и как полный энтузиазма фотограф-любитель, был добавлен в Фотографический Бюллетень опубликованный этой компанией. Профессор Чендлер, будучи чрезвычайно впечатлённым способностями Бакеланда, убедил его остаться в Соединённых Штатах Америки и применить свой талант для решения проблем в химической индустрии. Приняв предложение профессора Чендлера, Бакеланд телеграфировал о своей отставке на факультет Гентского Университета. Министр образования Бельгии, приняв отставку Бакеланда, разрешил ему сохранить почётное звание младшего профессора Гентского Университета.
В 1891 году «Е. и Н. Т.Anthony and Company» (производитель сухих пластинок и бромидной бумаги для фотоснимков, в последующем объединившаяся с «Scoville Company» для создания «Ansco Company») предложила Бакеланду должность химика на своей фабрике, он принял предложение.
Однако, в 1893 году, два года спустя после того, как Бакеланд начал работать на «Е. & Н. Т. Anthony and Company», он подал в отставку и начал заниматься независимыми консультациями и исследованиями по химии. Главным образом он планировал посвятить своё время совершенствованию химических процессов, которые он разработал, и, как он сказал позже, он сделал ошибку, рассеивая своё внимание на слишком большое количество предметов одновременно. Но на этом этапе жизни его постигла серьёзная болезнь. Это привело к решению, которое Бакеланд выразил следующими словами:
Пока я нахожусь в положении «между жизнью и смертью», всё моё состояние исчезло и возникает неприятное чувство от быстро растущих долгов, у меня было достаточно времени для трезвого размышления об этом. Меня осенило, что вместо сохранения слишком большого количества железа в огне, мне следует сконцентрироваться на одной вещи, которая принесёт мне наилучший шанс получить самый быстрый возможный результат.

### Начало предпринимательской деятельности
После своей отставки Бакеланд решил основать «Nepera Chemical Company» в городе Йонкерс при финансовой и административной поддержке Леонарда Якоби, и начать производить бумагу и химические реактивы для фотографии в небольших масштабах. Один из типов такой бумаги был назван «Velox», позже ей было предназначено стать широко используемой и принести финансовую прибыль, что сделало Бакеланда свободным и дало ему возможность совершить другие выдающиеся открытия. Из-за разницы в процессе печати бумага «Velox» пользовалась спросом, однако сначала она не вызвала широкого интереса, вследствие чего в связи с депрессией 1893 года новая компания пережила очень трудный период. Бакеланд сказал однажды, что этот период был как «несколько лет тяжёлой работы без единого дня отдыха и постоянные сомнения, пройду ли я через всё это или нет». В дополнение он сказал:
Я был слишком оптимистичен в своей вере в то, что фотографы готовы отказаться от старого медленного способа печати фотографий. Я должен был выяснить, насколько сложно научить чему-либо новому людей, которые после первой попытки использования чего-то нового продолжают пользоваться старыми методами. 
… Даже мои лучшие друзья отговаривали меня от продолжения моих упорных попыток. Также я должен был предвидеть трудности при производстве, но постепенно я преодолел их.
В значительной степени благодаря любителям, которые, как сказал Бакеланд, «испытывая трудности при воспроизведении, наконец начали следовать нашим инструкциям по печати» — продажи новой фотобумаги постепенно росли и к 1899 году этот бизнес стал настолько успешен, что «Eastman Kodak Company» выкупила доли Бакеланда и Якоби на очень щедрых условиях.

### Финансовая свобода
После продажи своей доли бизнеса по производству фотобумаги компании «Eastman», Бакеланд купил дом для своей семьи и землю в имении в Северном Йонкерсе, известном под названием «Snug Rock» («Укромный утёс»). Дом, расположенный высоко над рекой Гудзон, можно было разглядеть через береговые скалы с западного берега. Об этом периоде своей жизни Бакеланд сказал следующее:
Итак, в свои 35 лет я оказался в комфортных финансовых условиях, свободным человеком, готовым посвятить себя своим любимым исследованиям. На самом деле начинается счастливейший период моей жизни. Я переделал одно из зданий в моей резиденции в Йонкерсе в скромную, но удобно оборудованную лабораторию. С этого момента я готов был работать над различными проблемами по моему собственному выбору. Таким образом, я наслаждался жизнью несколько лет, этим великим благом, удовольствием не быть прерванным во время выполнения любимой работы.
Время от времени Бакеланд нанимал несколько ассистентов для своей работы, но самым выдающимся из его помощников была его жена, которая взяла на себя ответственность по сохранению его достижений, и с которой он советовался по многим возникающим у него проблемам и делам.
В это время Бакеланд стал интересоваться электрохимией. Это произошло потому, что он начал сталкиваться с электрохимическими явлениями — эта область науки в его студенческие годы была ограничена явлением осаждения нескольких металлов из водного раствора с помощью электрического тока и с того времени стала важной отраслью химической индустрии. Позже этот способ был положен в основу таких процессов, как выделение алюминия из алюминиевых руд, производство карбида кремния и графита, получение карбида кальция, производство натрия и упрощения получения важных сложных соединений из этого металла, таких как цианид натрия. Благодаря заинтересованности Бакеланда в данной сфере, в 1900 году он решил посетить Германию для, как он это назвал, «напоминания» о науке электрохимии. Он провёл там всю зиму в лаборатории по электрохимии Технологического института Шарлоттенбурга, освежая свои знания по этому предмету. И когда он вернулся в Йонкерс, установил в свою лабораторию электрохимическое оборудование для последующих исследований. Эти события совпали с изобретением электролитической ячейки Таунсендом (см. раздел 2.2).
Позже Бакеланд приобрёл поместье «Coconut Grove» («Кокосовая роща») во Флориде, где он жил большую часть зимы.

### Продолжение предпринимательской деятельности на основе новых изобретений. Патенты
После изобретения бакелита (см. раздел 2.3) Бакеланд задумался о коммерчески выгодном производстве нового материала для тех, кто в нём нуждается и сказал по этому поводу:
«Я был решительно намерен избежать повторения оккупации бизнеса, как это произошло с материалом "Velox". Поэтому я планировал, вместо самостоятельного производства, предоставить права на производство уже существующим компаниям, главным образом имеющим опыт в производстве пластика. Но вскоре я столкнулся с повторением моего предыдущего опыта с "Velox": было очень сложно научить людей, которые привыкли выполнять свою работу старым рутинным способом, новым методам работы. Подготовка новой смолообразной жидкости и литьё сплава из неё, которые мне казались очень простыми процессами, оказались очень сложными и необъяснимыми для других. С неохотой я вынужден был начать производство сырья на достаточно продвинутом этапе, чтобы таким образом пользователи лишь завершали процесс литья и полимеризации.
Таким образом, смола бакелит, производимая для розничной продажи, могла становиться мягкой при нагревании, но при дальнейшем увеличении температуры становилась твёрдой и нерастворимой субстанцией, прочной, с превосходными электроизоляционными свойствами, устойчивой к высоким температурам и воздействию химикатов. Из-за этого материал стал очень важным для применения в различных сферах, главным образом как замена эбонита (твёрдого каучука) и шеллака в электротехнической отрасли и промышленном дизайне в тех областях, где их использование давало неудовлетворительный результат. Например, в изготовлении системы зажигания для автомобилей бакелит послужил очень полезным материалом для изготовления такой необходимой её части, как распределительная головка. До появления бакелита для литья распределительных головок использовали эбонит, что приносило проблемы всякий раз, когда окружающие условия приводили к нагреванию головок. Распределительные головки, отлитые из бакелита, были прочными и не меняли своих свойств при изменении температуры.
Хотя первые изделия в соответствии с организацией поточного производства бакелита были изготовлены в Йонкерсе, в 1910 году в Перт-Амбое была основана компания с названием «General Bakelite Company» (позже «Bakelite Corporation»), которая была организована для производства и дистрибуции сырья для изготовления бакелита по этапам и где Бакеланд был президентом и поднимал дух компании со времён её становления и до 1939 года, когда произошло её слияние с «Union Carbide and Carbon Corporation». Тем не менее, благодаря продуманной организации и тщательному выбору партнёров у Бакеланда был достаточно свободы от рутинных дел и проблем бизнеса, благодаря чему мог посвящать своё время исследованиям, а также многочисленным научным, патриотическим и образовательным нуждам, которые возникали перед ним.
За исключением случая с бумагой «Velox», Бакеланд получил патенты на свои открытия для их защиты — всего более ста патентов, включая внутренние и иностранные. Он верил в ценность системы патентов и очень интересовался надлежащей системой их получения. Он был членом, а один год и председателем Комитета по Патентам Национального исследовательского совета, и немалое количество опубликованных им статей было связано с верой в необходимость модификации патентной системы США. Про свой опыт с патентами Бакеланд сказал следующее:
Одним из подтверждений успешности патента является нарушение прав создателя. Так что мне пришлось пройти через опыт почти каждого успешного изобретателя, защищая свои права перед судом. К счастью, я выиграл все иски. Более того, я был счастлив увидеть среди моих  соперников отличных людей, которых я считаю сегодня своими дорогими друзьями и самыми безупречными сотрудниками ...
Бакеланд долгое время был членом Консультационного комитета Военно-морского флота США; членом Комиссии по поставкам нитратов США в 1917; председателем Комитета по патентам Национального Исследовательского Совета в 1917; членом правления Института международного образования на протяжении многих лет; и членом Консультативного Комитета Отдела химии Департамента торговли США на протяжении нескольких лет начиная с 1925 года. Он получил так много почестей и знаков отличия, что их список приводится в отдельном разделе (см. раздел 3).
Во время Первой мировой войны Бакеланд участвовал в разработке менее взрывоопасного авиационного топлива, проводимой Горным Бюро США в качестве члена Консультативного Комитета Военно-морского флота. Когда после обширной программы испытаний двигателей на углеводородах различных типов сотрудники лаборатории Чарльза Кеттеринга предложили производить циклогексан как основу для улучшенного авиационного топлива, Бакеланд был против этих попыток, так как считал их непрактичными. Подчёркивая своё мнение, он предложил дать группе исследователей деревянную медаль, если они смогут сделать пинту циклогексана.
Попытка изготовить циклогексан путём каталитической гидрогенизации бензина всё-таки была предпринята. И после тщательных исследований эта попытка оказалась более осуществимой и успешной, чем Бакеланд думал ранее. Зная, что увлечение Бакеланда спортом было велико, сотрудники лаборатории Чарльза Кеттеринга официально вручили ему литровую бутылку циклогексана из первой произведённой партии в шикарно упакованной коробке из красного дерева. Наряду с образцом циклогексана они предоставили ему примерную схему катализа, чтобы получить деревянную медаль, которую он обещал исследователям. Результат так понравился Бакеланду, что бутылка циклогексана стала одним из его ценных владений, и он хранил её на своём столе ещё долгое время после этого. То, что он был так доволен, когда его предсказания оказались неверными, объяснялось его длительным опытом в промышленной химии и консультативной работе, которая научила его, как однажды он выразил словами «покорно подчиняться фактам, даже если они не сходятся с моими любимыми теориями». Весь его собственный успех в исследовательской деятельности, также сказал Бакеланд, был в наличии его собственного источника расхождения между фактами, полученными в результате эксперимента, и общепринятой в настоящее время теорией.

### Конец жизни
Лео Хендрик Бакеланд пришёл к концу своей длинной, полной событий и невероятно продуктивной жизни 23 февраля 1944 года, в возрасте 81 года.
Лео Бакеланд похоронен на кладбище Сонная Лощина в Сонной Лощине, Нью-Йорк.

## Научная и изобретательская деятельность

### Технология изготовления фотобумаги
Родной город Бакеланда, Гент, был центром по изготовлению сухих броможелатиновых фотопластинок, производство которых было начато Ван Монкховеном в 1880 году. Молодому Бакеланду удалось очень заинтересовать Монкховена, и благодаря его содействию Лео рано начал экспериментировать с фотографией, изучать химию этого процесса и расширять знания в данной области. Именно тогда Бакеланд начал свои исследования, которые десятью годами позже привели к созданию бумаги «Velox». Когда Бакеланлд был ещё студентом в Генте, он не мог себе даже представить важности своих открытий. А открытием явилось то, что в процессе созревания хлоросеребряной фотоэмульсии обычный процесс окисления и последующий процесс очистки оказывают губительный эффект на тон получаемого изображения, особенно в тенях. При подготовке хлорида серебра в специальных коллоидных условиях, полностью исключая завершающий процесс очистки, Бакеланд создал несомненно более совершенную фотобумагу с повышенной светочувствительностью, в том числе к искусственному освещению. Благодаря коротким выдержкам, на такой бумаге стала доступна проекционная фотопечать, которая постепенно вытеснила контактную, выполнявшуюся на так называемых «дневных» фотобумагах, чувствительных только к ультрафиолетовому излучению солнца. Новая фотобумага требовала более трудоёмкого химического проявления, но позволила печатать большие фотографии с маленьких негативов.

В то время, как в 1890-х годах Бакеланд был производителем фотобумаги, он стал пионером в вопросах по кондиционированию воздуха, что способствовало протеканию химических процессов. Он выяснил, что атмосферные условия, в частности влага, содержащаяся в воздухе, воздействуют на многие процессы производства фотобумаги. Прежде для отверждения покрытия бумаги использовалось только охлаждение (замораживание). Но такой процесс наносил вред, делая поверхность хрупкой, поэтому Бакеланд разработал и установил систему по удалению влаги из окружающего воздуха посредством пропускания воздуха через охлаждающее устройство и последующее нагревание до нужной температуры, пропуская его через выпаривающие спирали до попадания в зону нанесения покрытия. Это обеспечивало быстрое высыхание эмульсии без появления хрупкости покрытия. Однако в зимний период возникала проблема образования статического электричества на бумаге, поэтому Бакеланд установил также систему, в которой серебряные цепочки протягивались над бумагой на машинах по нанесению поверхности для захватывания заряда через рамку. На презентации бумаги в 1903 году Бакеланд сказал: 
На фабриках про производству фотобумаги должны учитываться показатели гигрометра и электроскопа так же часто, как и термометра.

### Электрохимические исследования
Когда Клинтон П. Таунсенд изобрёл свою электролитическую ячейку для производства каустической соды и хлора из соли, Элон Н.Хукер попросил Бакеланда взять на себя предварительное исследование этой ячейки перед её применением в производственных масштабах. Бакеланд занялся этим вопросом вместе с изобретателем и несколькими помощниками, смыслящими в электролизе. Важным усовершенствованием, сделанным Бакеландом для электролитической ячейки Таунсенда, стало значительное увеличение срока службы диафрагмы. Эта работа привела Бакеланда к получению первых двух из его многочисленных патентов, а также к образованию в 1903 г. «Электрохимической компании Хукера» и строительству на Ниагарском водопаде самого большого электрохимического завода в мире. На протяжении нескольких лет после этого Бакеланд продолжал сотрудничать с этой компанией в качестве консультанта.
В процессе работы над ячейкой Таунсенда, которая стала предпосылкой для строительства завода Хукера на Ниагарском водопаде, Бакеланд создал в натуральную величину две электролитических ячейки с реализованными в них усовершенствованиями, сделанными его группой, и запускал их в изменяющихся условиях, день и ночь на протяжении месяца. Благодаря дополнительно полученным знаниям была создана спецификация для строительства завода. Но сначала даже этот завод не был построен полностью, только его малая часть могла быть запущена. Благодаря точному пошаговому алгоритму действий, включая денежные затраты в размере 300 000$, как сказал Бакеланд позже, были предотвращены грубые ошибки, которые могли стоить миллионы. Этот опыт породил у Бакеланда афоризм, который стал широко цитироваться в дальнейшем: «Выдели немного средств для предотвращения потенциально возможных грубых ошибок и получили в результате большую прибыль».

### Изобретение бакелита
Обнаружив, как правильно воздействовать формальдегидом на фенолы, Бакеланд дал миру очень важный новый материал, который назвали «бакелитом». Конденсация альдегидов с фенолами была не совсем новой реакцией. Такое взаимодействие было известно на протяжении 20 лет, со времён работы Адольфа Байера 1872 года. Но получение бакелита было результатом не только конденсации формальдегидов с фенолами. Даже когда в результате реакции получилась смола, это было не единственным полезным материалом. Только под воздействием специальных условий, разработанных в результате долгих исследований Бакеланда, получился продукт янтарно-жёлтого цвета — высокопрочный бакелит. Бакеланд был не первым исследователем, который пытался прийти к такому результату. Спустя годы Бакеланд сказал об этих работах следующее: «Они должны были иметь успех, но не имели». Он не сказал только то, что ему самому удалось добиться успешного результата лишь по истечении пяти лет очень интенсивной работы и только после многочисленных неудач и разочарований.
Но в результате длительного и систематичного исследования, проводя которое, он пытался понять все нюансы реакции между формальдегидом и фенолами, Бакеланд выяснил, что он может разделить эту реакцию по стадиям. Он выяснил, что важным фактором является контроль давления при проведении реакции и что при наличии аммиака или другого основания, он может растянуть реакцию на более длительный период, и потому может остановить её на любой стадии, используя охлаждение. Он выяснил, что может таким образом контролировать реакцию по стадиям и использовать подходящие условия для получения нового материала — бакелита.

## Награды и почётные звания
В 1916 году Бакеланд получил медаль Перкина, а через год принял почётное звание профессора прикладной химии Колумбийского университета. Значение помощи Бакеланда этому университету, где в свои ранние годы жизни он получил жизненно важный стимул от профессора Чендлера, его коллеги выразили следующими словами:
Более четверти века его мудрые советы и блестящие лекции, которые обогащены огромными научными знаниями, а также безграничным опытом в промышленности, принесли университету качественное и вдохновляющее преподавание, тот исследовательский энтузиазм, которые многое сделали для получения Колумбийским университетом высокой репутации в образовательной и исследовательской области по химии и химическим технологиям во всём мире.
Бакеланд был членом важнейших научных сообществ по данной тематике в США и за границей, также он был избран членом Национальной академии наук. Неважно насколько он мог быть занят, он всегда находил время посещать научные встречи и принимать в них участие. Наиболее активным он был в сообществах, посвящённых химии, в некоторых из них он был членом правления. Он был президентом Электрохимического общества в 1909 году, Американского института химического машиностроения в 1912 и Американского химического общества в 1924, а также Химического клуба в Нью-Йорке (одним из основателей которого он был) в 1904 году. В 1906 году, только через 17 лет после переезда в США, Бакеланд был выбран для представления интересов американских специалистов в области химии на юбилее введения в промышленность получаемого из каменноугольной смолы красителя Сэром Уильямом Перкином. Также в 1909 году он был представителем США на Международном химическом конгрессе и президентом секции по пластмассе, когда в 1912 году конгресс проводился в США. Насколько его общение с его товарищами-химиками было для него важно, он высказал в благодарственной речи при получении Медали Перкина:
Друзья мои, химики Америки, позвольте мне, пользуясь таким случаем как этот, напомнить Вам, что Вы сделали для меня.
Двадцать семь лет назад, когда я приехал сюда, я был среди вас гостем, но сейчас я чувствую себя одним из вас так сильно, что иногда я удивляюсь, что было когда-то время, когда мы не работали вместе и не общались.
Когда я был молодым, бедным и неизвестным вы никогда не стеснялись подать мне руку помощи, вы никогда не упускали возможности показать мне своё дружелюбие, помочь советом или чем-либо ещё. Многое из того, что я использовал в своей работе, я узнал от вас на встречах нашего химического сообщества или в дружеском окружении нашего Клуба Химиков.
Вы – ваше дружелюбие, благородство, добродушная сдержанность, ваш пример - вдохновили меня на мою работу.
Бакеланд не сказал только то, что принимая очень активное участие в вопросах химии и полностью предоставив результаты своих научных и практических исследований, он внёс настолько большой вклад в эту область деятельности, насколько получил сам, а возможно, и больше.
- Доктор химии, Питтсбургский университет (1916)
- Доктор наук, Колумбийский университет (1929)
- Доктор прикладных наук, Брюссельский университет (1934)
- Доктор юридических наук, Эдинбургский университет (1937)
- Член Национальной Академии наук
- Почётный член Королевского (научного) общества Эдинбурга
- Пожизненно — член Американского философского общества
- Пожизненно — член Американской ассоциации содействия развитию науки
- Пожизненно — член Института Франклина
- Пожизненно — член Королевского общества искусств (Лондон)
- Пожизненно — член Французского химического сообщества
- Почётный профессор Колумбийского университета
- Почётный член Американского института химиков
- Почётный член Электрохимического общества (Президент в 1909 г.)
- Почётный член Бельгийского общества по электричеству (Societe Beige des Electricians)
- Почётный член Общества по химической промышленности (Париж)(Société Chimique de France)
- Вице-президент Общества по химической промышленности, Лондон (1905 г.)
- Президент Американского Института инженеров-химиков (1912)
- Президент Американского химического сообщества (1924)
- Медаль Николса, Секция Американского химического сообщества в Нью-Йорке (1909)
- Медаль Джона Скотта, Институт Франклина (1910)
- Премия Уилларда Гиббса, Секция Американского химического общества в Чикаго (1913)
- Первая медаль Чандлера, Колумбийский университет (1914)
- Медаль Перкина, Общество химической промышленности (1916)
- Медаль Месселя, Общество химической промышленности, Лондон (1938)
- Медаль Франклина, Института Франклина (1940)[20]
- Главный приз Тихоокеанской выставки в Панаме (1915)
- Награда первооткрывателя, Химический Фонд (1936)
- Свиток чести Национального института благосостояния иммигрантов (1937)
- Членство в научном обществе Sigma Xi
- Членство в Национальном химическом обществе Phi Lambda Upsilon
- Членство в ассоциации Tau Beta Pi
- Офицер ордена Почётного Легиона (Франция)
- Офицер ордена Короны (Бельгия)
- Командор ордена Леопольда (Бельгия)

## Семья
В своей семье Бакеланд был очень счастлив. Миссис Бакеланд была женщиной с музыкальным образованием, одарённым художником и очаровательной хозяйкой, которая поддерживала своего мужа во всех его начинаниях. Такая поддержка и вдохновение его жены настолько благоприятно действовала на Бакеланда, что он однажды сказал Миссис Валланс П. Кохоэ, что он никогда ничему не придавал такого значения как её помощи. У Бакеланда было двое детей: сын, Джордж В, и дочь, Миссис Нина Бакеланд Ваймэн.

## Личные качества. Хобби и увлечения
В своей личной жизни Бакеланд любил простоту. Он рано вставал и рано ложился спать. Усердно работал и предъявлял жёсткие требования к своей физической и психической энергии. Он обычно был уже на работе до того, как приходили его коллеги. Он был блестящим собеседником и наслаждался общением с близкими по духу людьми. Возможно, больше его увлечения фотографией на протяжении всей его жизни он интересовался кинофильмами, он часто выделял время по вечерам, чтобы увидеть новые фильмы, которые показывали в Нью-Йорке.
Одним из его главных хобби была езда на автомобиле. Он начал водить машину в 1890-х, когда вождение было уже немного больше, чем спорт. Он был одним из первых, кто осуществил длительное путешествие на автомобиле, отправившись в 1906 году со своей женой и двумя детьми в автомобильный тур по Европе. Позднее он написал длинный рассказ об этом большом путешествии, описывая результаты полученного им опыта как первооткрывателя путешествий на автомобиле, а также интересно и с юмором описывая всё то, что произошло с его семьёй и что они увидели. Эта история, иллюстрированная множеством красивых фотографий, который Бакеланд сделал сам, была опубликована по частям в 1907 году в главном автожурнале, «Horseless Age». Позже несколько частей были собраны в опубликованную и изданную «Horseless Age» книгу «Семейное путешествие по Европе» доктора Л. Х. Бакеланда.
Бакеланд также был увлечённым яхтсменом. Его первым судном, приобретённым в 1899 году, была бензиновая моторная лодка, в которой бензин служил и как расширяющая жидкость в баке для запуска поршневого двигателя, и как продукт горения в баке! На этой моторной лодке Бакеланд, в компании Максимильяна Точа, отправился в путешествие из Йонкерса вверх по реке Гудзон, пересекая воды реки Святого Лаврентия и обратно. И, несмотря на, казалось бы, опасный характер снаряжения, они вернулись домой невредимыми. В 1915 году Бакеланд купил 70-футовую яхту, которую назвал «Ион». В некотором отношении она была необычного дизайна, сконструирована на основе идей Бакеланда, и оборудована дизельным двигателем в качестве дополнительного источника энергии. На «Ионе» Бакеланд иногда совершал плавание поздним летом от его дома вниз по реке Гудзон до Флориды и проводил там часть зимних месяцев, плавая среди островов, рыбачил и исследовал местность. Позже он приобрёл поместье «Coconut Grove» («Кокосовая роща») во Флориде, где он жил большую часть зимы.
Жизнь в поместье во Флориде давала Бакеланду возможность увлекаться другим его хобби, выращиванием редких тропических фруктов и цветов, которые росли в Южной Флориде. В этих стараниях его поддерживал его сосед по поместью «Coconut Grove», знаменитый ботаник Дэвид Фэйрчайлд. Бакеланду доставляло удовольствие отправлять своим друзьям на север редкие тропические фрукты из своего сада.
Начав свою карьеру учителем химии, Бакеланд сохранил интерес к образованию на всю жизнь. Он считал великим даром говорить на многочисленные темы, которые его интересовали, таким образом, чтобы удерживать внимание всех, кто его слушал. Также он был готов приносить пользу своими знаниями и опытом другим, особенно молодым людям. Относительно своего собственного образования, Бакеланд сказал следующее в своей речи, получив Медаль Перкина в 1916 году:
Я выражаю особую признательность за отличные возможности образования, которое я получил в Институте Гента. Однако, я должен заявить, что действительно глубокие знания я получил только по окончании университета,  как только я столкнулся лицом к лицу с большими проблемами и обязанностями практической жизни. Это образование я получил в США, где на протяжении 27 лет я сталкивался со множеством разнообразных предметов. До своей смерти я надеюсь остаться аспирантом этой великой школы жизни, у которой нет фиксированного учебного плана и которая не даёт учёных степеней, но где неправильные мелкие теории лучше всего «лечатся» тяжёлыми ударами.